# Naddesetnik
Naddesetnik je najvišji vojaški čin v Slovenski vojski.
Slovenska vojska :